# Pauline Payne Whitney
 (juin 2018).
Si vous disposez d'ouvrages ou d'articles de référence ou si vous connaissez des sites web de qualité traitant du thème abordé ici, merci de compléter l'article en donnant les références utiles à sa vérifiabilité et en les liant à la section « Notes et références ».
Pauline Payne Whitney, plus connue sous son titre de Lady Paget, est née le 21 mars 1874 à New York, aux États-Unis, et morte le 22 novembre 1916 à Esher, au Royaume-Uni. Membre de la famille Whitney, c'est une riche héritière américaine entrée dans la noblesse britannique en épousant Almeric Paget, baron Queenborough.

## Famille
Issue de la famille Whitney, Pauline est la fille de l'homme politique américain William Collins Whitney (1841-1904) et de sa première épouse Flora Payne (en) (1869-1893).
Le 12 novembre 1895, elle épouse, à New York, Almeric Paget (1861-1949), lui-même fils de Lord Alfred Paget (1816-1888) et de sa femme Cecilia Wyndham.
De ce mariage sont issues deux filles :
- Olive Cecilia Paget (en) (1899-1974), Lady Baillie ;
- Dorothy Paget (1905-1960).

## Biographie
Pauline reçoit une immense fortune de son oncle maternel, Oliver Hazard Payne (en) (1839-1917). Peu avant sa mort, elle lègue 2 millions de dollars à chacune de ses filles.
Pendant la Première Guerre mondiale, elle fonde, avec son époux, le Almeric Paget Massage Corps (en).